# I love shopping in bianco
I love shopping in bianco è un romanzo della scrittrice inglese Sophie Kinsella e fa parte della serie "I love shopping...".

## Trama
Per Becky Bloomwood la vita scorre finalmente serena e felice: ha saldato tutti i debiti con la banca mettendo all'asta tutti i suoi indumenti e le sue cianfrusaglie (finale di I love Shopping a New York), ed ha un lavoro soddisfacente da Barney's, cioè la personal shopper. E poi vive a New York con il suo ragazzo, Luke Brandon, che durante il matrimonio di Suze, la sua migliore amica londinese, con Tarquin le chiede di sposarla. Becky è al settimo cielo. Ma improvvisamente tutta l'euforia e la felicità prendono un'altra strada. Infatti i suoi genitori vogliono che si sposi a Oxshott, nella casa di famiglia, con tutti i familiari e gli amici. Invece Elinor, la perfida madre di Luke, progetta un lussuoso matrimonio al Plaza Hotel, a New York. Becky non vuole deludere nessuno e così accetta ingenuamente tutte e due le proposte. Inizialmente è più portata a sposarsi al Plaza, ma quando sente la testimonianza di Laurel, una sua cliente di Barney's, che durante il periodo del suo matrimonio ha litigato con la madre, decide di sposarsi ad Oxshott. Nel frattempo si trastulla provando abiti da sposa costossimi e degustando torte ad otto piani. Ma il matrimonio si avvicina, ed i luoghi in cui si svolge sono due, in diversi continenti, lo stesso giorno. Fortunatamente a Becky sorge un piano...

## Edizioni
- Sophie Kinsella, I love shopping in bianco, Omnibus, Arnoldo Mondadori Editore, 2002.
- Sophie Kinsella, I love shopping in bianco, Oscar Bestsellers, Arnoldo Mondadori Editore, 2003,  p. 378.